# 埃帕兰日
埃帕兰日（法語：Épalinges，法語發音：[epalɛ̃ʒ] ⓘ）是瑞士沃州的一个市镇，属于洛桑区。埃帕兰日的总面积为4.57平方公里，截至2018年12月31日总人口为9,611人。

## 地理
位于洛桑东北的高地，俯瞰莱芒湖。